# وردیلا
وردیلا (به صربی: Vrdila) یک منطقهٔ مسکونی در صربستان است که در کرالیفو واقع شده‌است.